# Laurent Witz
Pour les articles homonymes, voir Witz.
Laurent Witz (né le 21 novembre 1975 à Haguenau) est un réalisateur et producteur français.

## Biographie
Au milieu des années 1990, Laurent Witz apprend l’animation 3D en autodidacte, en plus d’une formation classique à l’école des Beaux-Arts de Metz et fait ses premières armes professionnelles à Paris puis au Luxembourg.
En 2007, il fonde sa société d’animation, ZEILT productions, au Luxembourg. En 2010, il crée une société jumelle à Yutz afin de monter des coproductions franco-luxembourgeoises : WATT frame.
Laurent Witz remporte l'Oscar du meilleur court métrage d'animation en 2014 pour son film Mr Hublot. Laurent Witz remporte plus de trente prix internationaux grâce à ce film qu'il a scénarisé, réalisé et produit.
Il remporte aussi le 3D Creative Arts Awards  en janvier 2014 à Hollywood, prestigieux prix du meilleur court métrage relief.
Laurent Witz est récompensé du prix Henri-Langlois en février 2014.
Il réalise en octobre 2014 le film d'animation Long Live New York pour New York Organ Donor NetWork et Yong and Rubicam New York.
Ce film pour sensibiliser au don d'organes gagne le prix "Best Animation" au festival international One Screen Film Festival de New York.
Il réalise en 2017 "COGS" pour l'organisation caritative AIME et l'agence M&C SAATCHI de Sydney. Cette campagne mondiale fait la promotion de AIME dont l'objectif est de réduire les inégalités en particulier dans l'éducation.

## Distinctions

### Récompenses
- 2014 - Academy Awards (Oscar du Meilleur court métrage d'animation) (USA)
- 2014 - Creative Arts Awards - International 3D short Animated (USA)
- 2014 - SOHO int. Film Festival  - Best Animated Film
- 2014 - Stuttgart Internationl Festival - Prix du public ( Germany)
- 2014 - FilmPrais - Meilleur court métrage d'animation  (Luxembourg)
- 2013 - Animago (Germany) / réalisateur - producteur - scénariste

### Décorations
- Chevalier de l'ordre des Arts et des Lettres - France
- Médaille du mérite national du Luxembourg.

### Divers
- Membre de l'Académie des Oscars.
- Professeur d'honneur de l’Université des médias et de la communication du Zhejiang (CHINE)